# アマパラ
アマパラ(Amapala)はホンジュラス共和国バジェ県の基礎自治体。

## 地理
フォンセカ湾に浮かぶエル・ティグレ島とその周辺の小島や岩礁から成る。2001年の国勢調査によると75.2平方kmの面積と9687人の人口を持つ。うち4人がコマンダンテ島(Isla Comandante)に住む。深い自然の運河のおかげで近代的なインフラの不足にもかかわらず、長年にわたりフォンセカ湾及び太平洋におけるホンジュラスの主要港の位置を保っている。

## 歴史
16世紀にはフランシス・ドレーク率いる海賊が支配しており、ドレークと彼の部下は、地元住民から血に飢えた野獣と見なされ、同地は"虎の丘"（Cerro del tigre）と呼ばれた。
アマパラの名はナワトル語から派生し、"アマテスに近い"（cerca de los amates）を意味するという説、Goajiquiro方言で "トウモロコシの丘"（amaはトウモロコシ、palhaは丘）を意味するという説がある。
1800年代後半から、アマパラは徐々に大陸部のサン・ロレンツォ港に取って代わられた。マルコ・アウレリオ・ソト暫定政権時の1876年8月26日にはホンジュラスの首都となっている。メアリー・レスター( alias Mary Single )によるA Lady's Ride Acrossに、1881年におけるアマパラの島及び都市の記述を見つけることが出来る。1890年代終盤には中央アメリカ大共和国の首都となった。

## 気候
顕著な乾季がある。ケッペンの気候分類によると、熱帯サバンナ気候に属する。
| アマパラの気候         | アマパラの気候 | アマパラの気候 | アマパラの気候 | アマパラの気候 | アマパラの気候 | アマパラの気候 | アマパラの気候 | アマパラの気候 | アマパラの気候 | アマパラの気候 | アマパラの気候 | アマパラの気候 | アマパラの気候 |
| 月                     | 1月            | 2月            | 3月            | 4月            | 5月            | 6月            | 7月            | 8月            | 9月            | 10月           | 11月           | 12月           | 年             |
| ---------------------- | -------------- | -------------- | -------------- | -------------- | -------------- | -------------- | -------------- | -------------- | -------------- | -------------- | -------------- | -------------- | -------------- |
| 平均最高気温 °C （°F） | 33 (92)        | 33 (92)        | 33 (92)        | 34 (93)        | 33 (91)        | 32 (90)        | 33 (91)        | 33 (91)        | 32 (89)        | 32 (89)        | 32 (90)        | 33 (91)        | 32.8 (90.9)    |
| 平均最低気温 °C （°F） | 27 (80)        | 27 (80)        | 27 (81)        | 28 (83)        | 27 (81)        | 27 (80)        | 27 (80)        | 27 (81)        | 26 (79)        | 27 (80)        | 27 (80)        | 27 (81)        | 27 (80.5)      |
| 平均降水日数           | 0              | 0              | 0              | 2              | 5              | 6              | 5              | 6              | 5              | 2              | 1              | 0              | 32             |
| 出典：Weatherbase      |                |                |                |                |                |                |                |                |                |                |                |                |                |

## 外部リンク

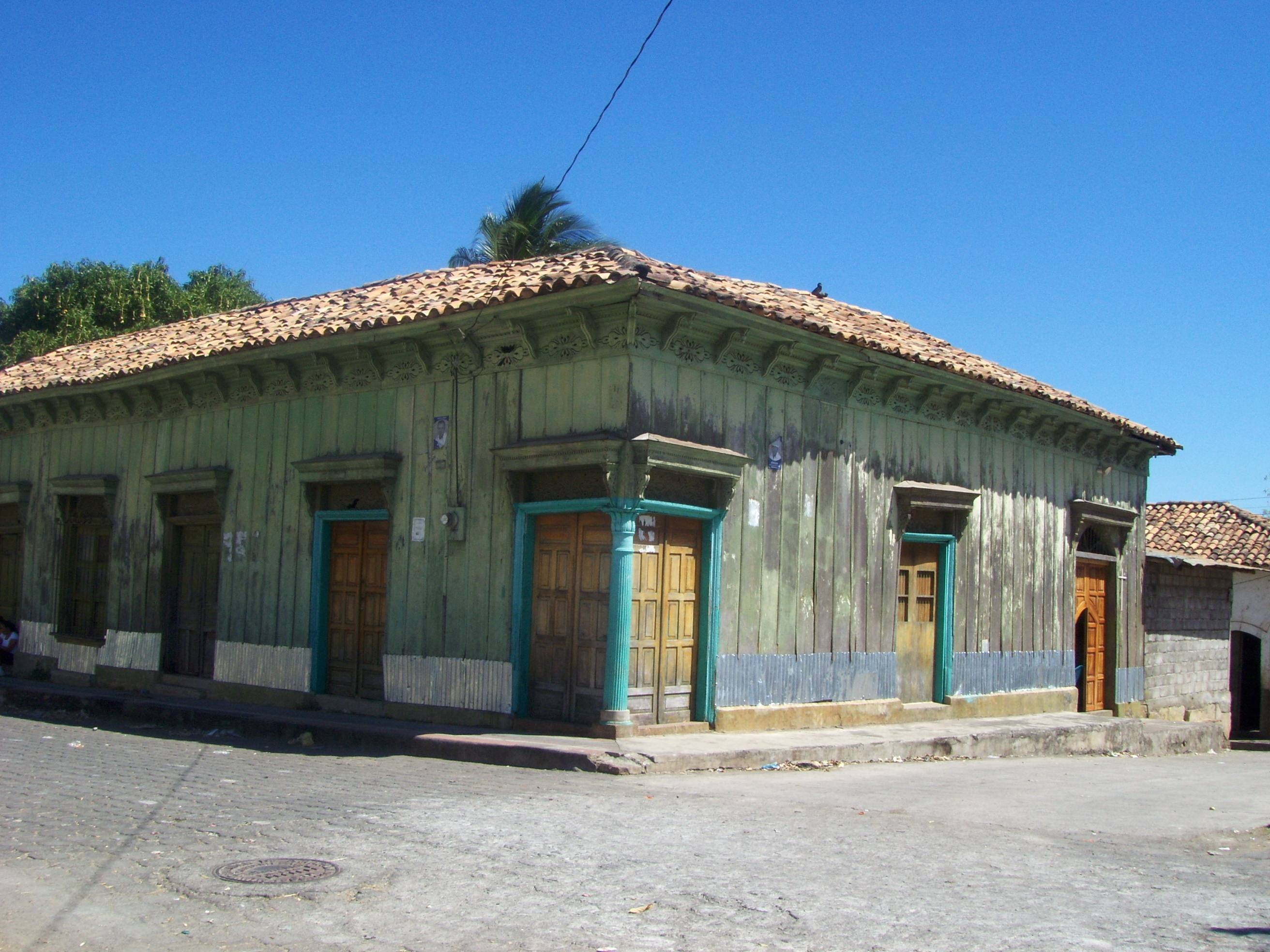
アマパラの広場
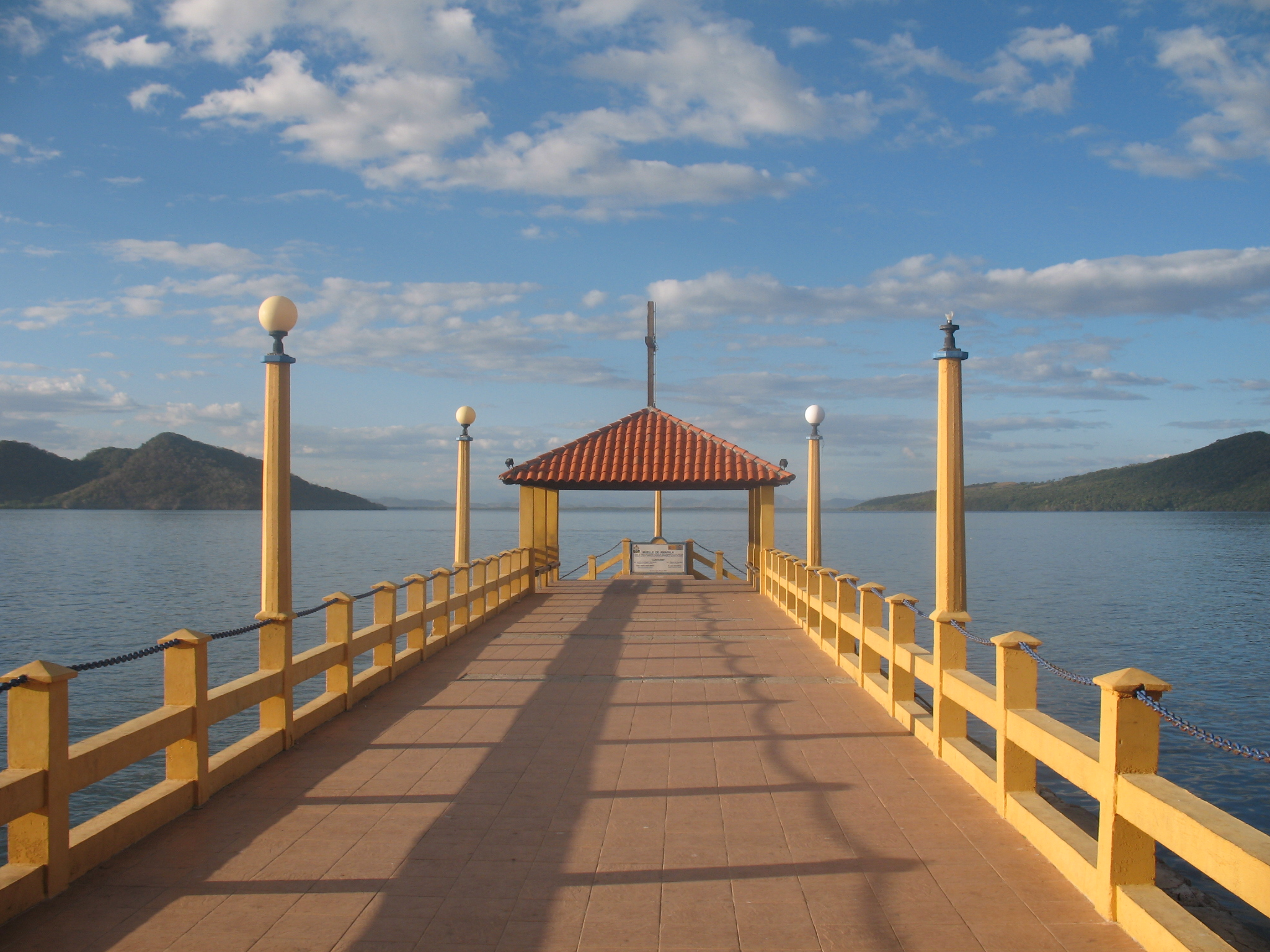
アマパラ港
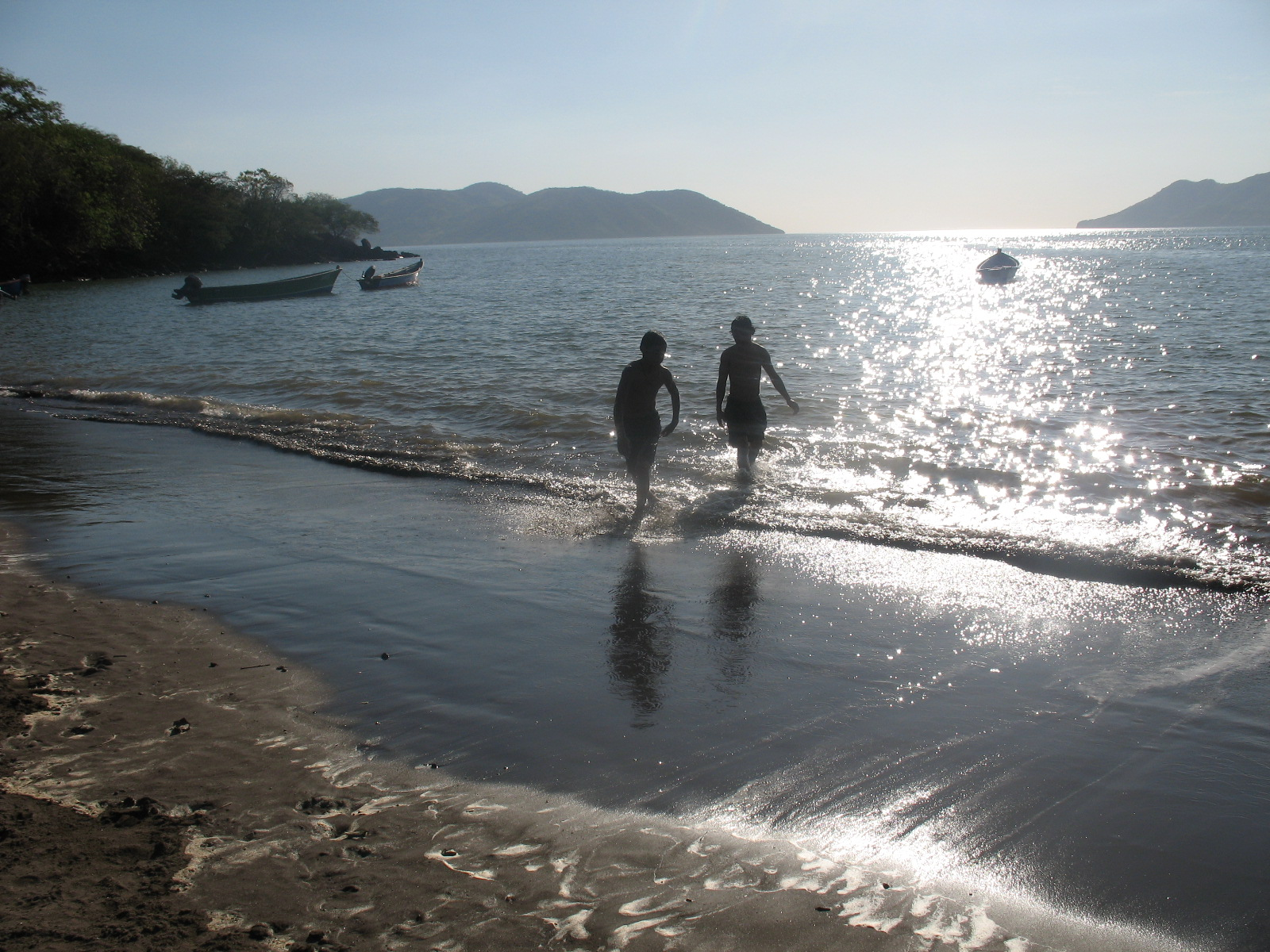
アマパラの子供達